# Máramarosi-Verhovina
A Máramarosi-Verhovina (ukránul: Мармароська Верховина), illetve az azzal lényegileg megegyező területet lefedő Belső-Gorgánok  (ukránul: Внутрішні Ґорґани) földrajzi tájegység a Kárpátokban, Ukrajna területén.

## Tájbeosztás
- A Kárpát–Pannon-térség természeti tájbeosztása szerint a Máramarosi-Verhovina az Északkeleti-Kárpátok nagytáj, azon belül a Gorgánok vidéke középtáj részét képező kistáj.[1]
- Az Ukrajnában használt felosztás szerint Belső-Gorgánok néven a Gorgánok része. Mint ilyen, az Ukrán-Kárpátokhoz (a Kárpátok Ukrajna területére eső részéhez), azon belül a Verhovinai-vízválasztó-Kárpátok(wd) szerkezeti egységekhez tartozik.[2]

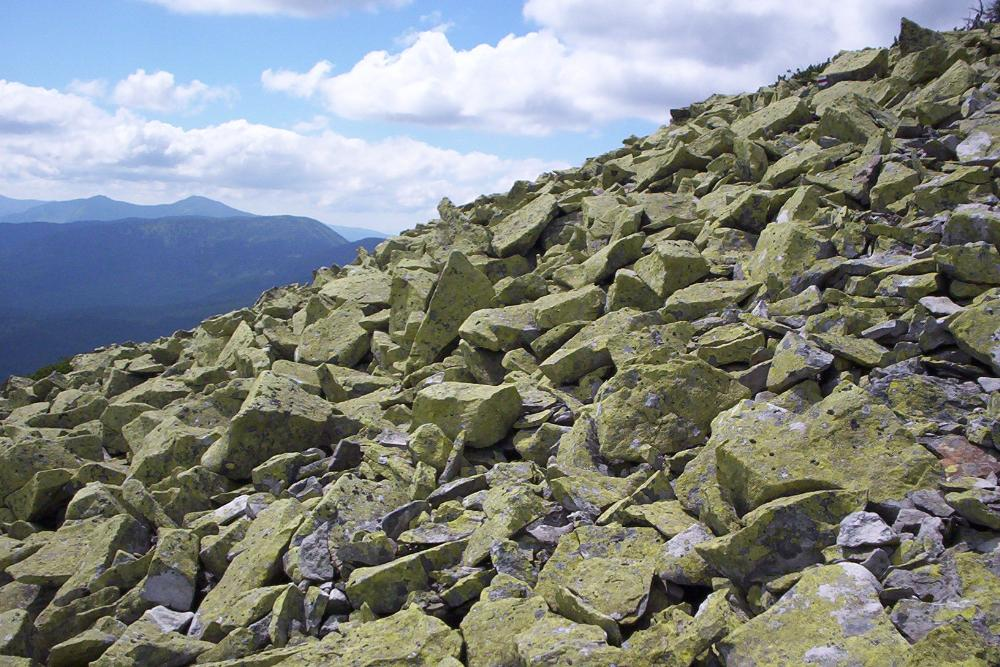
Kőomlás a Popágya oldalában

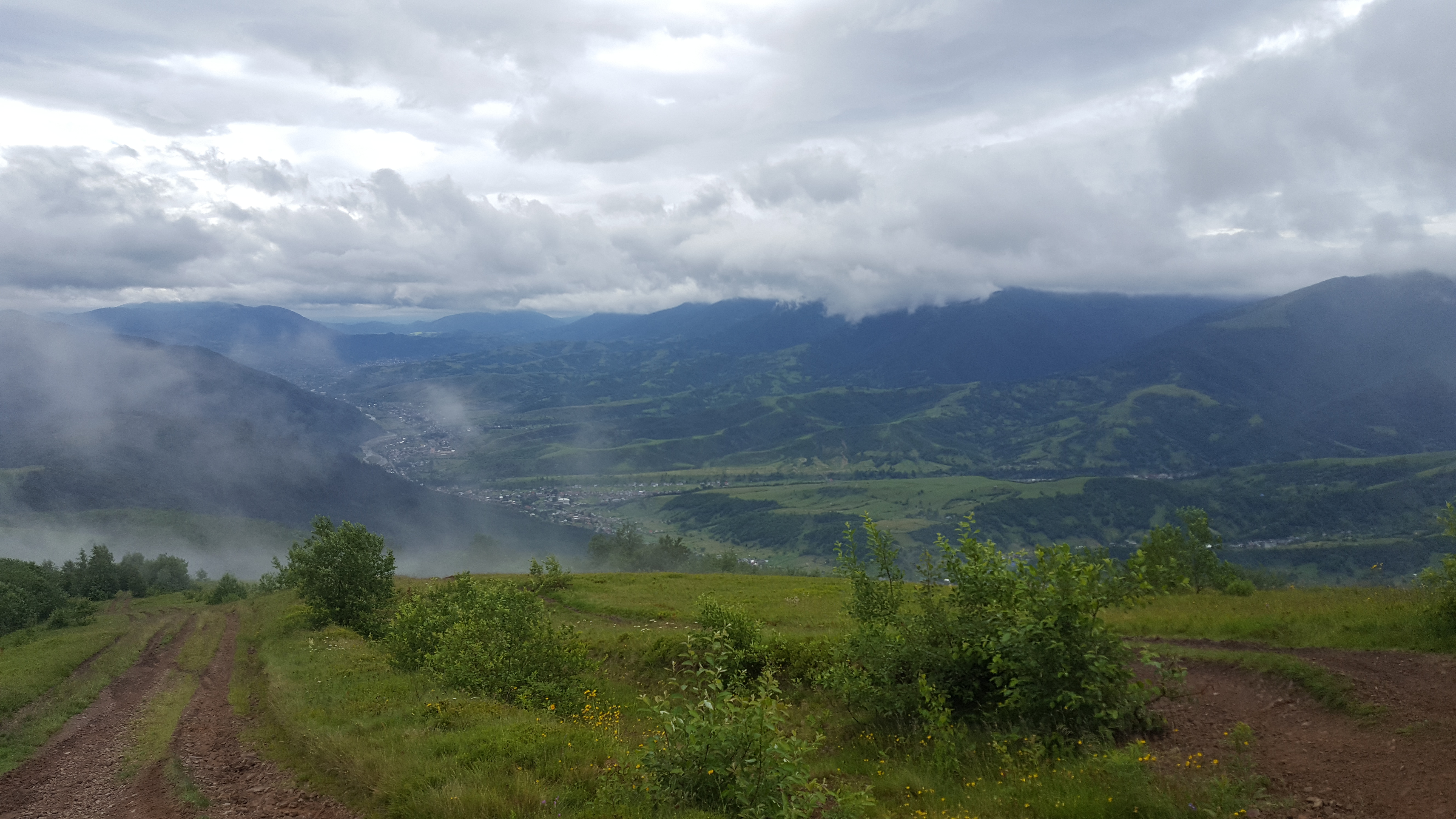
A Máramarosi-Verhovina látképe a Kraszna-havasról (a település Alsókalocsa)

## Domborzat
Legmagasabb pontjai a Barátka (1788 m), a Godros (1758 m) és a Popágya (1740 m). Jellemzőek a helyben gregotának nevezett kőomlások; a gregotákkal borított területeket nevezik gorgánoknak, amiről a Gorgánok hegység a nevét kapta.
- Barátka-gerinc(wd): Légiós-hágó – Pántor (1213 m) – Pántor-hágó – Durna (1705 m) – Godros (1758 m) – Barátka (1788 m) – Fekete-ág(wd) (1719 m)
- Sztrimba-gerinc(wd): Sztrimba(wd)
- Piskonya-gerinc(wd): Piskonya – Nehrovec(wd) (1709 m) – Jasznovec(wd) (1600 m) – Darvajka(wd) (1502 m)[3]

## Vízrajz
A Belső-Gorgánokban húzódik a vízválasztó a Tisza, a Dnyeszter és a Prut között. Itt ered a Fekete-Tisza, a Nagyág, a Kis-Tarac (a Tarac jobb oldali forrásága) és a Talabor. Utóbbi völgye fölött fekszik a Szinevéri-tó, mely egy patakmedret elzáró földcsuszamlás következtében alakult ki. Ezek a folyók az Északkeleti-Kárpátok belső flisvonulatait kerülgetve tartanak az Alföld felé.
A Dnyeszter vízrendszerében innen ered a Szvicsa, valamint a Szolotvini-Bisztricja (a Bisztricja bal oldali forrásága).

## Élővilág, természetvédelem
A Kárpátalja területén található Szinevéri Nemzeti Park 40 400 hektáros területe óta 1989 védett. Ezen belül két kisebb terület (Szinevér–Darvajka és Szinevér–Sztrimba) 2017 óta A Kárpátok és más európai régiók ősbükkösei világörökségi helyszín része.

## Települések
A Belső-Gorgánok hegyei az Ukrán-Kárpátok egyik legkevésbé benépesült területe.

## Történelem
A második világháború idején a Barátka gerincén – ahol a vízválasztó a történelmi Magyar Királyság határát is hordozta – magyar csendőrök harcoltak az ejtőernyős szovjet partizánokkal.

## Turizmus
A Talabor völgyét a Gorgánok, a Kraszna-havas és a Fagyalos hegyei veszik körül. A terület egyik legjelentősebb természeti látnivalója a Szinevéri-tó, melyen csónakázni is lehet. Az alsókalocsai falumúzeum mellett látogatható a Szinevéri Nemzeti Park látogatóközpontja, valamint az Árpád-vonal maradványai is. A 2000-es években jelentősen megnőtt a Csehországból érkező látogatók száma annak köszönhetően, hogy Ivan Olbracht cseh író több (köztük Suhaj betyár történetét feldolgozó) műve is itt játszódik. Ennek emlékét Alsókalocsán 1982-től emlékmúzeum őrizte (ezt később néprajzi tematikájúvá alakították át), de a regények természeti helyszínei is népszerű célpontok.